# Zygodon peruvianus
Zygodon peruvianus là một loài Rêu trong họ Orthotrichaceae. Loài này được Sull. miêu tả khoa học đầu tiên năm 1859.